# AirPower

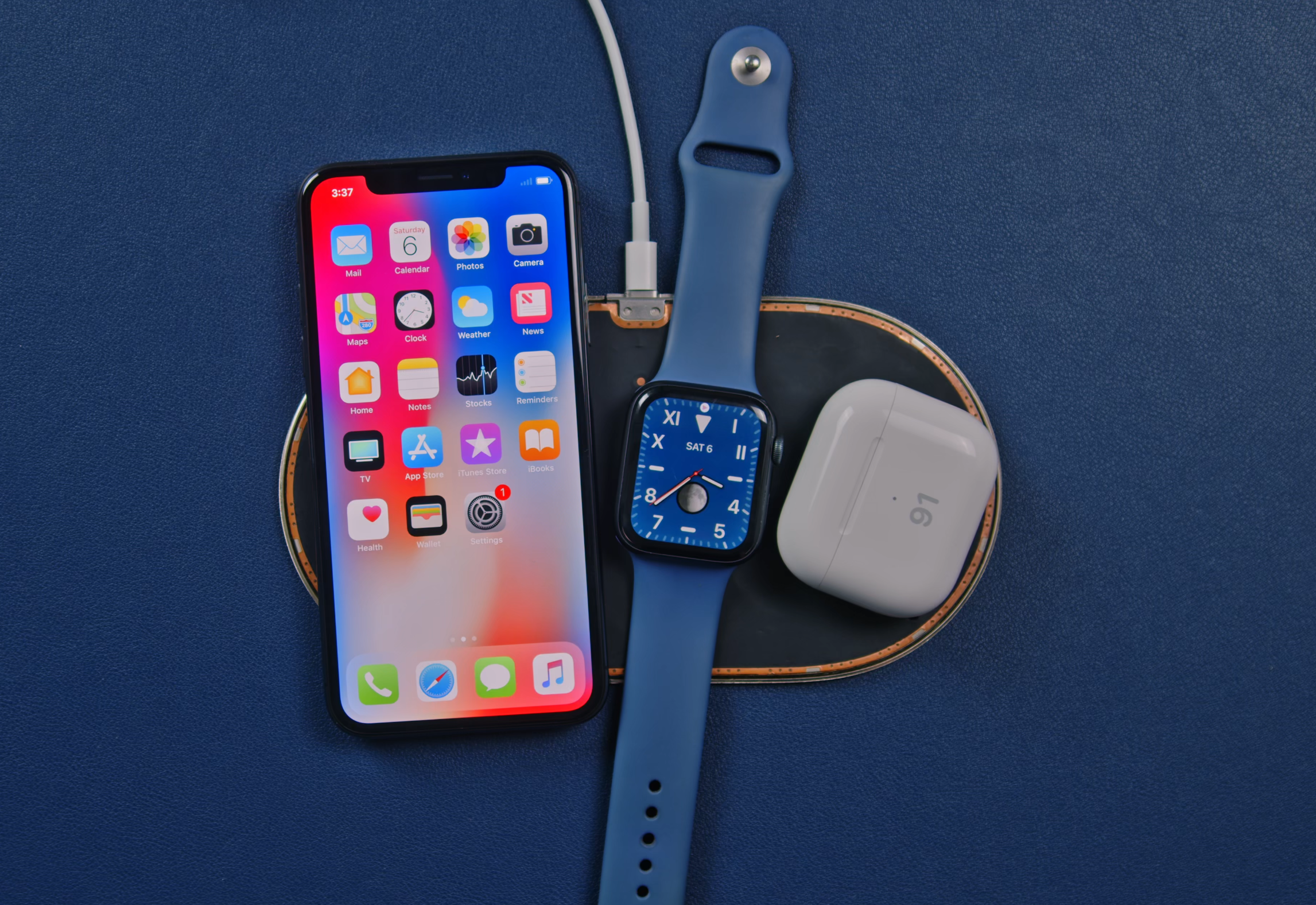
Prototype non-fonctionnel du AirPower chargeant trois appareils

AirPower est un projet imaginé par Apple qui a pour but de permettre la recharge de trois appareils simultanément sans fil. Cette charge s'effectue peu importe le placement de l'appareil. Il faut ajouter plus d'une dizaine de bobines, tout en faisant en sorte que le produit ne chauffe pas.
Malheureusement, ce projet n'a jamais vu le jour car il faut une technologie puissante. Le 29 mars 2019 Dan Riccio, ingénieur pour la firme américaine, annonce officiellement l'abandon de ce projet. L'abandon du projet est inattendu et Apple a déposé le nom AirPower et intègre l'image de l'appareil au dos de la boite des AirPods pour mettre en avant la charge sans fil. 